# Вилья-Идальго (Сакатекас, муниципалитет)
Вилья-Идальго (исп. Villa Hidalgo) — населённый пункт и муниципалитет в Мексике, входит в штат Сакатекас. Население 17 195 человек.

## История
Город основан в 1880 году .